# یانوش کروین میکه
یانوش ریشارت کروین میکه (به لهستانی: Janusz Ryszard Korwin-Mikke) (زاده ۲۷ اکتبر ۱۹۴۲ میلادی) سیاستمدار لهستانی و نماینده لهستان در پارلمان اروپا است. او بنیانگذار حزب کروین در لهستان است و به بیان صریح نظرات خود در فضای عمومی شهرت دارد. او خود را یک لیبرال محافظه‌کار می‌داند و حزب خود به نام «کروین (KORWiN)» را در سال ۲۰۱۵ بنیانگذاری کرده‌است. کروین در عین اینکه نامه خانوادگی اوست، مخفف عبارت «ائتلاف برای آزادیِ جمهور و امید» (به لهستانی: Koalicja Odnowy Rzeczypospolitej Wolność i Nadzieja) هم می‌باشد.

## زندگی شخصی
یانوش کروین میکه در ورشو در لهستان در ۲۷ اکتبر ۱۹۴۲ در زمانی که در اشغال آلمان نازی بود به دنیا آمد. او تنها فرزند پدر و مادرش، ریشارت میکه و ماریا روسوچکا بود. پدر او مسئول واحد مهندسی در یک شرکت دولتی مربوط به صنعت هوانوردی بود. پس از مرگ مادرش و در خلال جنبش سال ۱۹۴۴ در لهستان، او تحت سرپرستی مادربزرگ و سپس مادرخوانده خود قرار گرفت. در دوران جوانی او در دانشکده ریاضیت و دانشکده فلسفه دانشگاه ورشو به تحصیل پرداخت. در سال ۱۹۶۵ میکه توسط حزب کمونیست در زمانی که در حال تحصیل روان‌شناسی، حقوق و جامعه‌شناسی بود دستگیر شد. در سال ۱۹۶۸ او دوباره مانند بسیاری دیگر از دانشجویان معترض در دانشگاه دستگیر و از دانشگاه اخراج شد. او نهایتاً امتحان نهایی برای مدرک فوق لیسانس را بدون اینکه در هیچ کلاس فلسفه به صورت فیزیکی شرکت کند با موفقیت گذراند.

## آرای سیاسی
او نظرات سیاسی و اجتماعی بعضاً متفاوتی دارد که آنها را از طریق رسانه‌های عمومی و تریبون‌هایی که در اختیار دارد بیان می‌کند، مثلاً او موافق آزادی حمل سلاح در لهستان است. رسانه‌های لهستانی نیز به او توجه ویژه دارند.

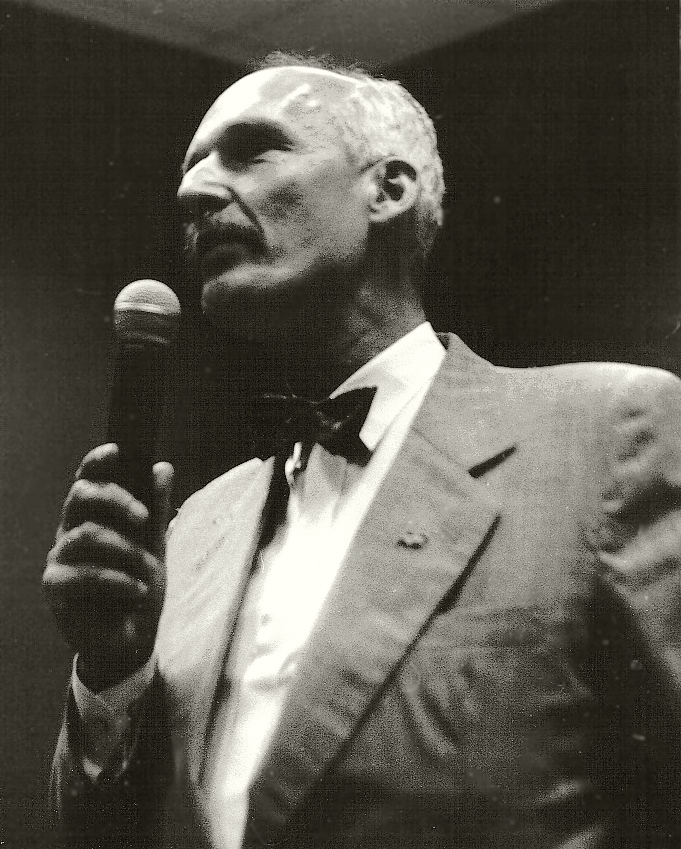
در سال ۲۰۰۰ در کوران رقابت انتخابات ریاست جمهوری لهستان

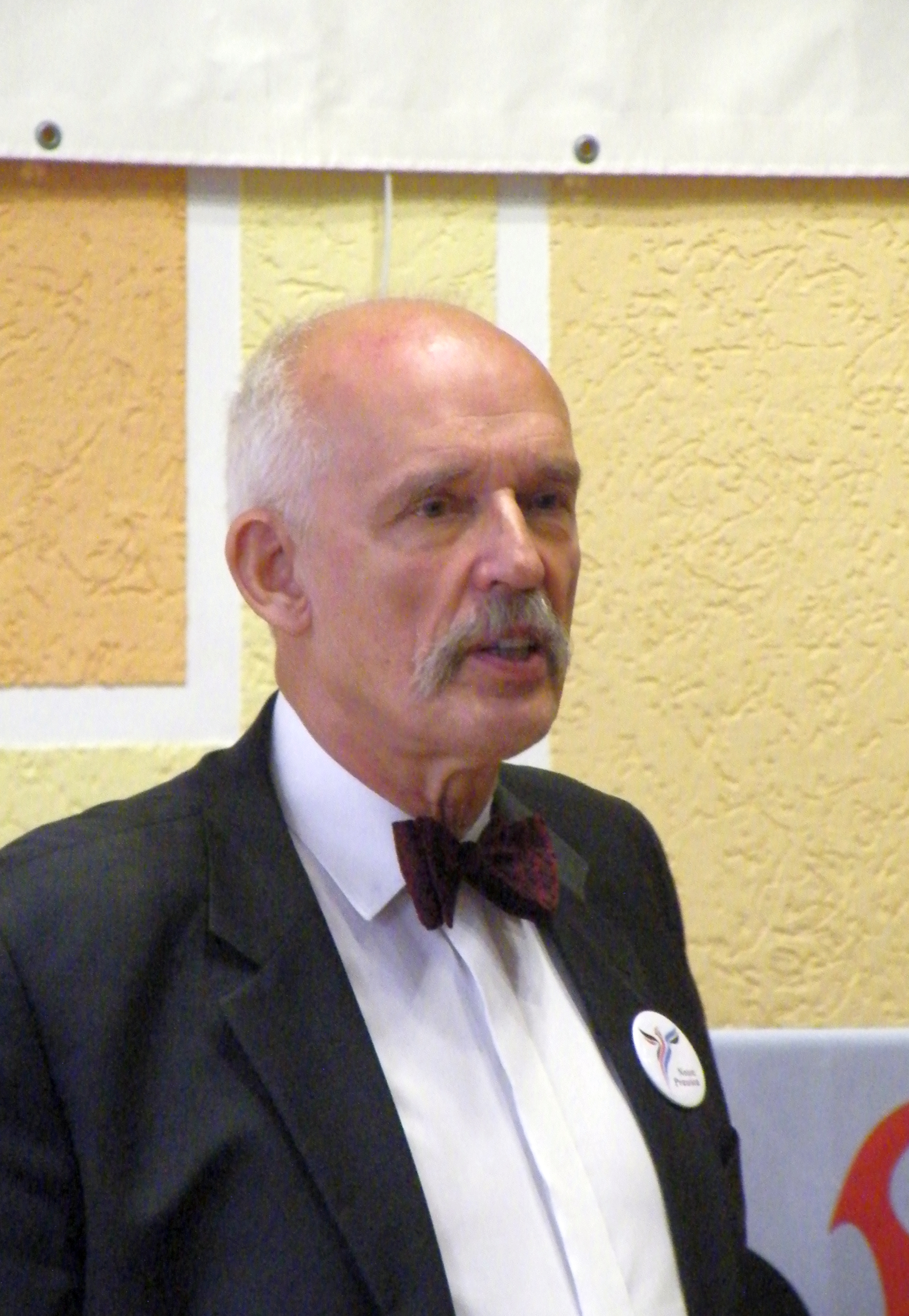
در سال ۲۰۱۳